# Георгиу, Энтони
Энтони Георгиу (греч. Αντώνη Γεωργίου, англ. Anthony Georgiou; 24 февраля 1997, Лондон, Великобритания) — кипрский футболист, полузащитник английского клуба «Тоттенхэм Хотспур», выступающий в аренде за «Ипсвич Таун». Игрок сборной Кипра.

## Клубная карьера
Родился 24 февраля 1997 года в районе Льюисхэм в Лондоне. В 2013 Георгиу перешёл в академию клуба «Тоттенхэм Хотспур». За основной состав команды дебютировал 26 сентября 2017 года в матче группового этапа Лиги чемпионов против кипрского АПОЭЛа (3:0), в котором вышел на замену на 84-й минуте вместо Муссы Сиссоко. Вторую часть сезона 2018/19 провёл в аренде в испанском клубе «Атлетико Леванте», за который сыграл 11 матчей и забил 1 гол в Сегунда Б. Летом 2019 года вновь был отдан в аренду, в клуб английской Лиги 1 «Ипсвич Таун».

## Карьера в сборной
23 марта 2018 года дебютировал за основную сборную Кипра, выйдя в стартовом составе на товарищеский матч со сборной Черногории.